# Synkopa
Synkopa v hudbě je rytmicko-metrický útvar, který ozvláštňuje pravidelný průběh hudební fráze. Řecký základ slova (sygkopé, od sygkóptein – čti synkoptein – srazit k sobě) byl převzat přes latinu do evropských jazyků a vždy odráží určitou nepravidelnost (v lékařství je synkopou např. krátký výpadek vědomí, ve fonologii např. vypuštění hlásky apod.).
Aby mělo smysl o takové nepravidelnosti tj. o synkopě hovořit i v hudbě, je k tomu podmínkou existence pravidelně členěné hudební věty. Taková pravidelnost se hojně objevuje tam, kde je hudba svázána s pohybem tj. např. v užité hudbě, v tanečních písních, v českých lidových písních, v mnoha skladbách zejména klasiků, romantiků a k nim se kompoziční technikou družících skladatelů až do současnosti.
Jednoduchá hudební věta má pásmo metrické a pásmo melodické. Metrum člení hudební průběh do počítacích dob, které vytvářejí plynulou řadu pulsů. Obvykle regulují tělesný pohyb nebo takový pohyb provokují a mohly by být vyjádřeny kroky tanečníků, tleskáním, bicími nástroji, standardním doprovodem levé ruky při hře  hudebních kousků na klavír apod. V melodickém pásmu (současně s oním metrickým „doprovodem“) probíhají nejen změny výškové (zpěv, nástrojové sólo, pravá ruka našeho klavíristy), ale také délkové a dynamické. V melodii se tak objevují různé rytmy, které dávají celku půvab a originalitu.
K takové originalitě využívá skladatel v melodii (popříp. i „v doprovodu“) rozmanité kombinace délek a akcentů.  „Kdyby byl Bavorov“, „Tluče bubeníček“, „Vyletěla holubinka“ a jim podobné si vystačí se střídáním osmin a čtvrtek v sudém, příp. lichém metru. Daleko pestřejší členění mívají písně moravské. „Eště si já, eště si já pohár vína zaplatím“ má rovněž základ v sudém metru, ale zcela odlišnou náladu, na které se také podílejí synkopy v některých melodických motivech. Slabiky „si já“ a „za-pla-tím“ tvoří synkopy – pohyb v nich nesleduje pravidelný puls, ale je synkopován: přízvuk (dynamika) byl přenesen na lehkou dobu (metrika), která je posílena i prodloužením (rytmika). Prodloužení akcentovaného prvku synkopy bývá časté, ale není podmínkou. Synkopování (akcentování lehkých dob ve frázi) s psychomotorickým  korelátem u tanečníků je příznačným rysem např. čardáše.
V dixielandu vychází improvizační hra hudebníků z jednoduchých melodií, které jsou bohatě obměňovány. Nejvýznačnějším a nejčastějších postupem takového obměňování je průběžná synkopace – zde se synkopy objevují vlastně téměř v celém průběhu hudební věty. Proto se také synkopa stala symbolem celé této oblasti a tohoto hudebního slohu.

## Typy synkop

### Synkopa
V taktech se sudým počtem dob (2/4, 4/4, ...) mají metrický akcent liché doby ("těžké"). Pokud se přízvuk přesune na doby sudé, jde o synkopaci (rytmus synkopovaný).

### Off-beat synkopa
Přízvuk může být posunutý o méně než celou dobu, takže "spadne do off-beatu". V následujícím příkladě je přízvuk v prvním taktu posunut o osminu:

### Anticipovaný bas
Anticipovaný bas je technika, kdy je basový tón synkopován krátce před každou těžkou dobou. Časování se může lišit, ale většinou se používají menší než osminové hodnoty před první a třetí dobou (4/4 takt).

### Missed-beat synkopa
Dalším typem synkopy je missed beat (ztracená doba), kde se využívá pomlky pro neočekávaný začátek. Pokud hudebník například nezahrál cokoliv z první doby, lze mluvit o synkopě (podle anglo-amerických pramenů; u nás se takový postup nazývá zdvih).